# Frederic Manning

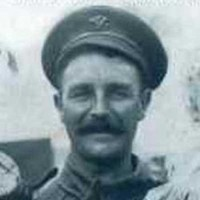
Frederic Manning

Frederic Manning (* 22. Juli 1882 in Sydney; † 22. Februar 1935 in Hampstead) war ein australischer Dichter und Autor. 

## Leben

### Frühes Leben
Manning wurde am 22. Juli 1882 in Sydney als einer von acht Kindern des australischen Politikers William Patrick Manning. Da er unter Astma litt, wurde er zuhause unterrichtet. 1898 zog er zusammen mit Arthur Galton, einem Freund der Familie, nach England. Er kehrte zwar 1900 nach Australien zurück, doch zog er 1903 wieder nach England.
1907 veröffentlichte er mit The Vigil of Brunhild seinen ersten Roman, dessen Handlung durch ein in Versen geschriebenen Monolog wiedergegeben wurde. Sein zweiter Roman Scenes and Portraits, eine Diskussion theologischer Themen die als Serie von Debatten, wurde 1909 veröffentlicht. Diese Bücher wurden von Kritikern positiv bewertet, doch fanden kein breites Publikum. Seine erste Gedichtsammlung Poems wurde ein Jahr später veröffentlicht.

### Erster Weltkrieg
Im Oktober 1915, während des Ersten Weltkriegs, meldete Manning sich freiwillig für die British Expeditionary Force, wo er in der King’s Shropshire Light Infantry als Private diente. 1916 nahm er an der Schlacht an der Somme teil, nach der er zum Lance Corporal befördert wurde. Im Mai 1917 wurde er als Second Lieutenant in das Royal Irish Regiment verschoben. Er trat am 28. Februar 1918 von seinem Posten zurück.

### Weitere Karriere als Dichter
Manning veröffentlichte 1917, also noch während des Krieges, seine zweite Gedichtsammlung Eidola. Nach dem Krieg trug er auch zu mehreren Anthologien bei. Er schrieb außerdem für die Literaturzeitschrift The Criterion. Nachdem sein Brotgeber Galton gestorben war, schrieb Manning in Auftrag des Verlages John Murray eine Biografie von William Henry White. 
Mannings wichtiges Werk The Middle Parts of Fortune erschien 1929 in einer anonymen Ausgabe von nur 520 Kopien. Ein Jahr später erschien eine editierte Version unter dem Pseudonym Private 19022. Unter seinem bürgerlichen Namen wurde das Buch erst 1943 herausgegeben. Zu den lobenden Stimmen gehörten Ernest Hemingway und T. E. Lawrence.

### Späteres Leben und Tod
Frederic Manning starb am 22. Februar 1935 in Hampstead. Ein Nachruf wurde in der Times veröffentlicht.

## Bibliographie (Auswahl)
Gedichte
- The Trenches
- Grotesque
- The Sign
- Kore
- At Even
- Leaves

Bücher
- The Vigil of Brunhild, John Murray, London 1907
- Scenes and Portraits, John Murray, London 1909
- Poems, John Murray, London 1910
- Eidola (Gedichtsammlung), John Murray, London 1917
- The Life of Sir Sir William White, John Murray, London 1923
- The Middle Parts of Fortune, 1929